# Хартман фон Хелдрунген
Хартман фон Хелдрунген (на немски: Hartmann von Heldrungen) е единадесетият Велик магистър на рицарите от Тевтонския орден. Преди това той е свободен имперски рицар до 1234, след което е посветен в тевтонското военно монашество. Към 1237 г. Хартман е комтур (командор на ордена) за Саксония и участва в акта на обединение на ордена си с този на Ливонските мечоносци.